# NK Posavac Davor
Nogometni klub Posavac je klub iz sela Davora. Trenutačno nastupa u 2. ŽNL brodsko-posavske županije. U svojoj dugogodišnjoj tradiciji klub je dao više odličnih nogometaša. Najbitniji je Ivica Olić koji je trenutno pomoćni trener hrvatske nogometne reprezentacije s kojom je osvojio srebro na Svjetskom prvenstvu 2018. Posavac ima četiri uzrasne kategorije: seniore, juniore, pionire i limače. Juniori i pioniri igraju u 1. ŽNL, dok limači nemaju ligu nego igraju turnire. U klubu je trenutno registrirano oko 150 igrača. Trenutni treneri su Dragan Jurčević i Vjekoslav Švađumović. 
Klub igra svoje domaće utakmice na stadionu Staro Polje, u istoimenom u dijelu naselja. Osim stadiona, na istom mjestu je sagrađen pomoćni teren s umjetnom travom te dva teniska terena. 
Stadion ima dvije prilazne ceste.

## Povijest
Klub je nastao 1972. u Davoru. Isprva su za njega igrali lađari. S obzirom na to da je mjesto vrlo malo, često se je i do 1000 navijača dolazilo na utakmice, koje su se često gledale s obližnjeg nasipa na Savi.
Prvi predsjednik kluba je bio Dragan Marjanović, klub je polako rastao i postao je dio kulture Davora. Igralište je s vremenom postalo bolje.
Klub je više puta osvojio 2. i 3. ŽNL Brodsko-Posavske županije, no nije imao preveliko uspjeha u 1. ligi. Počeo se natjecati i u kupu Nogometnog saveza Nove Gradiške, gdje su juniori 2017. osvojili trofej. Klub se sve više borio s klubovima iz obližnjih gradova i sela, ponajprije sa Slogom iz Nove Gradiške.

## Stadion
Stadion kluba NK Posavac se zove Staro Polje. Stadion je nastao na mjestu prijašnje livade, dok je prije naseljavanja naselja, to bilo močvarno i poplavno područje rijeke Save.
Stadion je posljednjih godina moderniziran, zahvaljujući raznim donacijama, ponajprije od strane bivšeg nogometaša Posavca, Ivice Olića.
U sklopu stadiona se nalazi pomoćni teren, teren s umjetnom travom i dva teniska terena. Sam glavni teren ima izvrstan sustav navodnjavanje, zbog čega je travnjak stadiona jedan od najljepših u Europi.
Konstatno se radi na unaprijeđenju stadiona,kao i montažnih tribina.